# Saiteihen no Otoko
Saiteihen no Otoko - Scumbag Loser - (最 底 辺 の 男 -Scumbag Loser-, lit. El hombre de abajo - Perdedor despreciable-) es un manga de género seinen escrito e ilustrado por Mikoto Yamaguchi. Fue publicado el 22 de noviembre del 2011 en la revista Gangan Joker y consta actualmente de 3 volúmenes.

## Argumento
La historia nos lleva a la vida cotidiana de Murai Masahiko, un estudiante de secundaria, que sufre por culpa de sus compañeros de clase y es considerado un perdedor por toda la secundaria. Pero al menos no es el mayor perdedor de su clase. Ese título pertenece a Yamada, un individuo apestoso y repugnante que de repente termina con una novia, lo que significa que Masahiko es ahora el residente de la clase. Para salvarse de una mayor desgracia, decide mentir y decirles a todos que está en una relación a larga distancia con una chica llamada Haruka Mizusawa, su amiga de la infancia.
Sin embargo, Masahiko recibe la sorpresa de su vida cuando Haruka se transfiere a su clase al día siguiente. Ella declara con orgullo que está saliendo con Masahiko, y todo parece ir como él quiere. Solo hay un problema, Haruka murió hace cinco años.

## Personajes

### Masahiko Murai
Es el personaje principal de esta obra. Un hombre obeso con una personalidad sumisa, insidiosa y vil. Aunque es objeto de acoso escolar en la escuela, mantiene su estabilidad mental despreciando a Yamada, un niño acosado en la misma clase. Es un fetichista con un olfato único,  nunca olvida algo que haya olido. Su pasatiempo es oler la ropa interior de las mujeres.

### Haruka Mizusawa
Era la amiga de la infancia de Murai, pero lo odiaba. Técnicamente murió hace 5 años. Es un demonio que puede crear otros demonios comiéndose los anfitriones y reemplazándolos por sus "hijos". Obliga a Murai a proporcionarle personas que sean consideradas "perdedores" como alimento. 

### Yamada
Compañero de clase de Murai. Murai lo llama "Yamada-kun". Al igual que Murai, está siendo intimidado en clase. Tiene un olor corporal que parece ser una mezcla de todo tipo de malos olores. Se le considera el "Scumbag Loser" (perdedor despreciable). 

## Volúmenes
| Núm. | Fecha de publicación   | ISBN              |
| ---- | ---------------------- | ----------------- |
| 1    | 22 de mayo del 2012    | 978-4-757-53614-2 |
| 2    | 22 de agosto del 2012  | 978-4-757-53704-0 |
| 3    | 22 de febrero del 2013 | 978-4-757-53883-2 |